# 赛康德
赛康德（德語：Konrad Seitz，1934年1月18日—2023年8月11日），德国学者、外交家。曾任德国驻印度大使、德国驻意大利大使与德国驻华大使。

## 生平
他曾在慕尼黑大學学习哲学、历史和古典语言学，在弗莱彻法律与外交学院学习国际经济学和国际法。1965年，赛茨进入西德外交部，从1975年开始为时任西德外交部長汉斯-迪特里希·根舍撰写演讲稿直至1987年。之后，他曾担任德国驻印度大使、駐意大利大使和駐華大使。写过不少书，他的书《中国：东山再起的超级大国》（China. Eine Weltmacht kehrt zurück）曾进入彭博新闻社的前十商务书籍排行榜。

## 外部連結
- www.randomhouse.de
- www.akademie3000.de
- www.econ-referentenagentur.de